# NGC 5485
NGC 5485 ist eine linsenförmige Galaxie vom Hubble-Typ S0 im Sternbild Großer Bär. Sie ist rund 90 Millionen Lichtjahre von der Milchstraße entfernt. 
Die Typ-Ia-Supernova SN 1982W wurde in dieser Galaxie beobachtet.
Das Objekt wurde am 14. April 1789 von Wilhelm Herschel entdeckt.

## NGC 5485-Gruppe (LGG 373)
| Galaxie   | Alternativname | Entfernung/Mio. Lj |
| --------- | -------------- | ------------------ |
| NGC 5485  | PGC 50042      | 90                 |
| NGC 5443  | PGC 49993      | 86                 |
| NGC 5473  | PGC 50191      | 96                 |
| NGC 5475  | PGC 50231      | 80                 |
| NGC 5422  | PGC 49874      | 87                 |
| NGC 5486  | PGC 50383      | 68                 |
| PGC 50581 | UGC 9071       | 87                 |
| PGC 50395 | MCG +09-23-039 | 109                |